# Chromatosia tricolorana
Chromatosia tricolorana is een vlinder uit de familie van de spinneruilen (Erebidae). De wetenschappelijke naam van deze soort werd voor het eerst voorgesteld als Eilema tricolorana door Sergius Kiriakoff in een publicatie uit 1954.
Deze soort komt voor in Congo-Kinshasa en Angola.